# Tom Banton
Tom Banton (nacido el 11 de noviembre de 1998) es un jugador de críquet de Inglaterra. En diciembre de 2017, Banton formó parte del equipo de Inglaterra para la Copa Mundial de Críquet Sub-19 de la ICC de 2018.

## Trayectoria deportiva
En septiembre de 2019, Banton fue incluido en el equipo Twenty20 de Inglaterra para su serie contra Nueva Zelanda. El 5 de noviembre de 2019 hizo su debut en la Twenty20 con Inglaterra, contra Nueva Zelanda. Al mes siguiente, Banton fue incluido en el equipo One Day International (ODI) de Inglaterra para su serie contra Sudáfrica. Banton fue fichado por Brisbane Heat en la Australian Big Bash League para la temporada 2019/20. En diciembre de 2019, fue seleccionado por la Superliga de Pakistán (PSL) en el draft de PSL de 2020. Hizo su debut en ODI el 4 de febrero de 2020, con Inglaterra contra Sudáfrica. En abril de 2022, Welsh Fire lo compró para la temporada 2022 de The Hundred.